# Festival de Cinema Africà de Tarifa-Tànger
El Festival de Cinema Africà de Tarifa-Tànger (abans Festival de Cinema Africà de Còrdova o FCAT) és un festival anual dedicat a la cinematografia africana organitzat per l'ONGD Al Tarab. L'esdeveniment neix el 2004 amb el nom de Mostra de Cinema Africà de Tarifa, per canviar la seva denominació de Mostra a Festival en l'edició del 2007.
Després de vuit edicions en Tarifa, a partir de 2012 el festival es va celebrar durant quatre anys a Còrdova En 2016 el FCAT tornà a la ciutat on es va originar, Tarifa, i alhora també se celebra a Tànger. Un festival únic que se celebra simultàniament a dues ciutats, dos països i dos continents diferents.

## Història
El FCAT neix en el 2004 per iniciativa de la ONGD Centre de Divulgació Cultural de l'Estret Al Tarab, amb seu a Sevilla. Durant els primers tres anys l'esdeveniment estava pensat com una Mostra de la millor producció cinematogràfica procedent d'Àfrica, per passar a ser en la 4a edició un Festival a concurs. El Festival neix amb l'objectiu de donar a conèixer una nova imatge d'Àfrica al públic espanyol, allunyada dels estereotips facilitats pels mitjans de comunicació de massa, utilitzant Tarifa com un punt de trobada símbol per a la trobada i intercanvi de cultures. El Festival a més pretén potenciar el mercat i la coproducció cinematogràfica africana a través de l'organització de les seves Jornades professionals, i del fòrum "África Produce".

## Estructura del festival
El festival s'estructura en una sèrie de seccions tant competitives com no competitives, que poden variar en cada edició
Seccions competitives
- Hipermetropía: competició de llargmetratges de ficció i documentals.
- En breve: competició de curtmetratges de ficció i documentals.

Seccions paral·leles (no competitives)
Existeixen dues seccions que es mantenen constants durant totes les edicions:
- Àfrica en Ritmo: pel·lícules sobre la dansa i/o la música africana
- AfroScope: selecció panoràmica de pel·lícules africanes o internacionals sobre les realitats africanes contemporànies

Aquest any 2016 s'inclouen aquestes altres:
- Tànger, la perla del nord: selecció de pel·lícules sobre la ciutat de Tànger
- Estrechando: secció de pel·lícules d'ambdues ribes de l'Estret
- Cinema etnogràfic: selecció de pel·lícules etnogràfiques elaborada juntament amb estudiants del Grau en Antropologia de la Universitat de Sevilla

A més, en cada edició es complementa amb la programació de retrospectives, monogràfics i seccionis homenatge. El Festival no es limita a la mera projecció de pel·lícules durant els seus dies de programació, i completa la seva proposta a través d'altres accions que es poden resumir a les següents àrees:
- Activitats paral·leles: reuneix totes les activitats relaciones a la música, exposicions, tallers, etc.
- Espai Escola: projecte marc per a les activitats amb els centres escolars